# Andernach
Andernach (pronunciación en alemán: /ˈandɐnax/ⓘ) es una ciudad en Alemania. Pertenece al Distrito rural de Mayen-Coblenza (Landkreis Mayen-Koblenz en alemán), en el estado federado de Renania-Palatinado (en alemán: Rheinland-Pfalz).
Andernach es una de las ciudades más antiguas de Alemania. Celebró su 2000 aniversario en 1988. Tiene 29 202 habitantes (2014). A la ciudad de Andernach pertenecen los barrios: Eich, Kell incluso Bad Tönisstein, Miesenheim y Namedy.
|  |

## Datos generales

### Nombre
El nombre latino original Antunnacum pudo haber surgido del celta (Antunnacos). El sufijo celta -acos (latinizado -acum) junto con el nombre Antunnus significa algo parecido al Pueblo de los Antunnus. La primera vez que aparece el nombre, fue en una columna romana del siglo III aparecida en Tongeren (Bélgica). En una señal de calzada romana posterior aparece el nombre Antonnaco.

### Escudo
El escudo de la Ciudad de Andernach muestra una cruz negra sobre un fondo plateado y sobre ella dos llaves rojas entrecruzadas. La cruz simboliza el poder político del Elector de Colonia, las llaves representan a San Pedro, como Patrón de Tréveris, a cuya diócesis pertenecía Andernach, el color rojo proviene del escudo de la región de Tréveris. El escudo apareció por primera vez en 1344, mientras que los colores datan de 1483.
En los sellos antiguos de la ciudad aparece María, sentada en un trono, con una iglesia en la mano derecha y una ciudad en la mano izquierda. Alrededor del sello aparece la inscripción: MATER DEI PATRONA CIVIUM ANDERNACENSIUM – Madre de Dios, Patrona de los Ciudadanos de Andernach. El antiguo sello fue impreso por primera vez en 1250.

### Localización geográfica

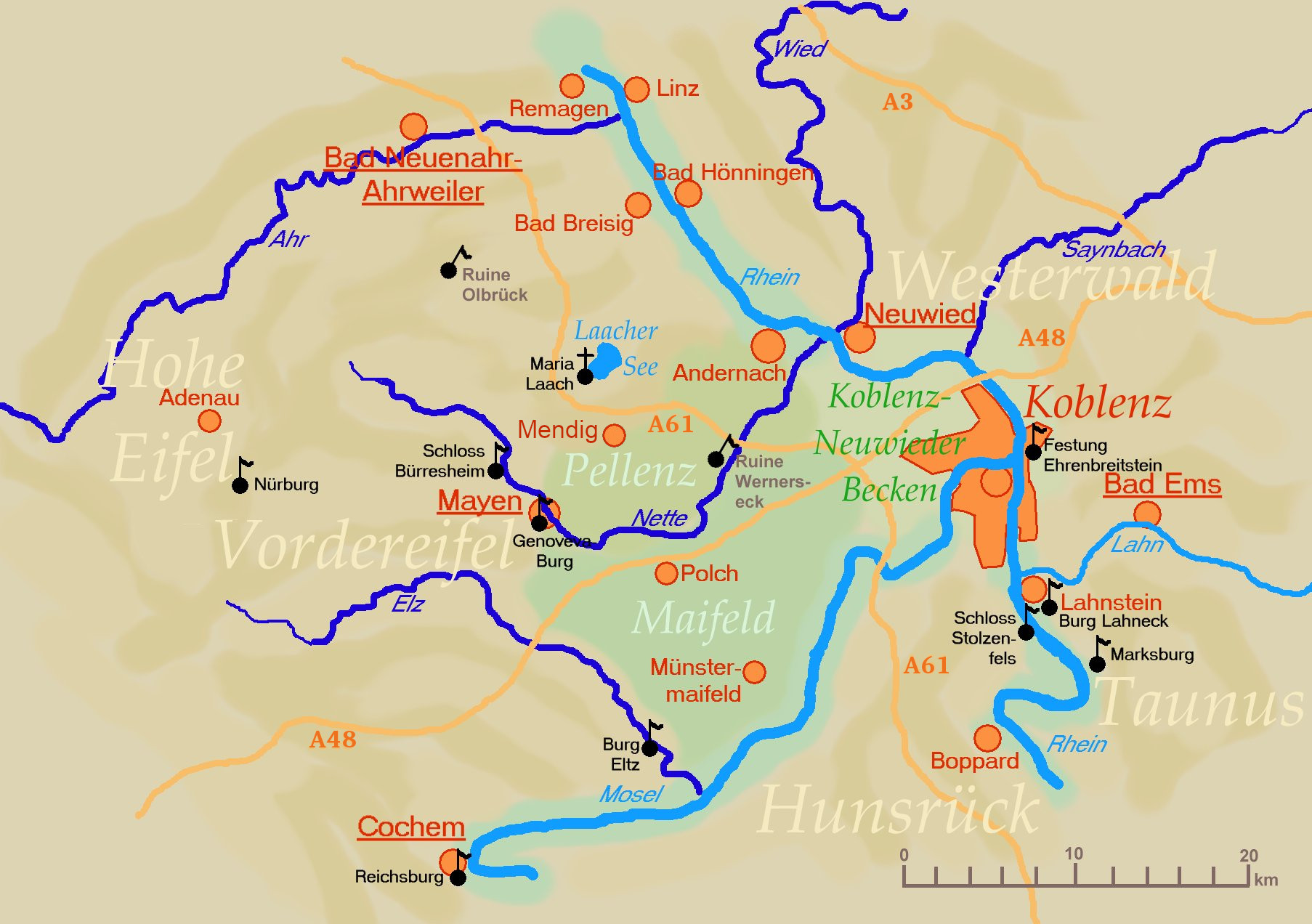
Mapa de la zona.

La ciudad se encuentra a orillas del Río Rin, en la Cuenca Neuwieder, en la orilla izquierda del Rin entre Brohl-Lützing, que se halla al norte y la desembocadura de Nette. Al norte de Andernach se estrecha el valle del Rin, convirtiéndose en lo que popularmente se conoce como el Rin Romántico.
Andernach se encuentra en la parte oriental de la cadena de volcanes que existe a lo largo de la depresión del Rin. La mayoría de volcanes están en la actualidad extintos, pero algunos
de ellos, como el Laacher See, que se encuentra a solo 8 km al oeste de Andernach, están inactivos.
Desde la antigüedad, la ciudad se ha construido sobre una isla de arena formada por el Rin. Esta característica se puede observar en la panorámica de la ciudad. El nombre de la calle In der Laach (= En el lago, estanque) se refiere a ello. En el noroeste de la ciudad se alza la montaña Krahnenberg.
A través de la ciudad fluyen varios arroyos. Los más conocidos son el Antel, llamado Antelbach que fluye por la calle “In der Antel”, el Deubach (“Deubachsiedlung”) y el Kennelbach (“Kennelstraße, Bachstraße (hoy Ubierstraße), Schafbachstraße”), aunque la mayor parte de su recorrido está canalizado y bajo tierra. Hasta el siglo XX en el Kennelbach existían varias norias y molinos de agua. Además, el barrio de Miesenheim es atravesado por el arroyo Nette.

### Habitantes
| Año  | habitantes | Año  | habitantes | Año  | habitantes |
| ---- | ---------- | ---- | ---------- | ---- | ---------- |
| 1790 | 1790       | 1933 | 12.523     | 2000 | 30.263     |
| 1794 | 2150       | 1939 | 14.151     | 2001 | 30.309     |
| 1797 | 2179       | 1950 | 15.879     | 2002 | 30.239     |
| 1810 | 2159       | 1963 | 21.783     | 2003 | 30.318     |
| 1812 | 2451       | 1970 | 27.140     | 2004 | 30.359     |
| 1813 | 2524       | 1993 | 30.354     | 2005 | 30.987     |
| 1850 | 3500       | 1994 | 30.442     | 2006 | 30.983     |
| 1858 | 3942       | 1995 | 30.343     | 2011 | 29.452     |
| 1871 | 4482       | 1996 | 30.265     | 2012 | 29.071     |
| 1895 | 6583       | 1997 | 30.318     |      |            |
| 1905 | 8789       | 1998 | 30.437     |      |            |
| 1925 | 10.771     | 1999 | 30.395     |      |            |

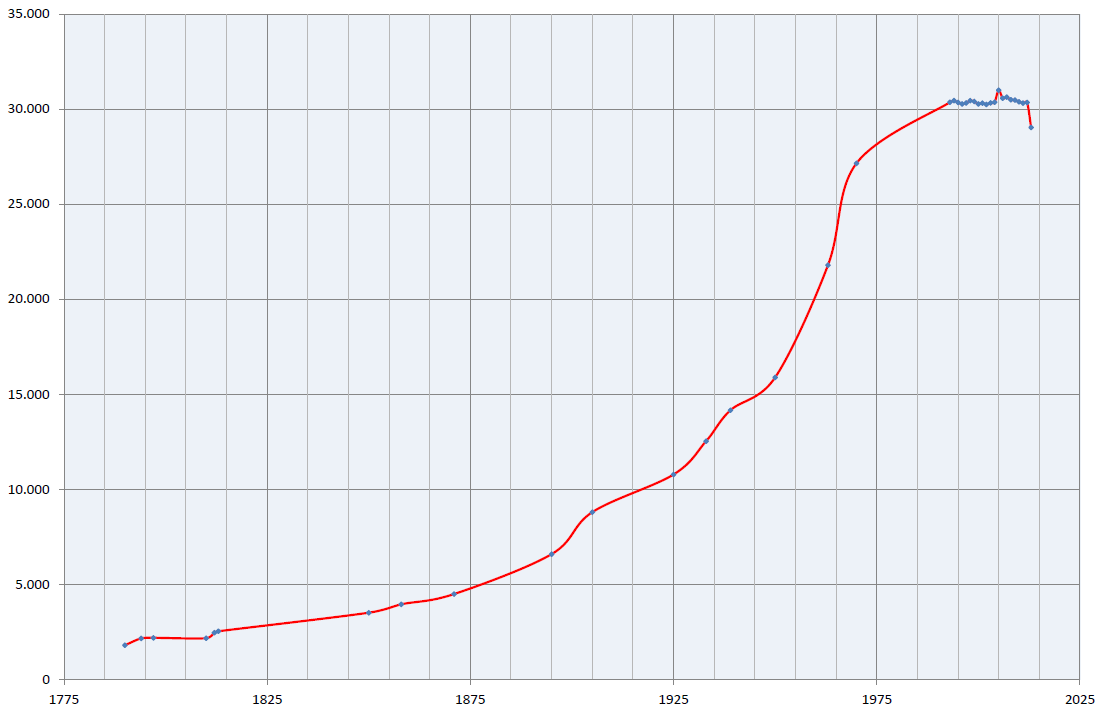
Desarrollo poblacional de la localidad.

Datos a partir de 1993: tomados el día 31 de diciembre, fuente: Administración municipal de Andernach

### Clima
Andernach se encuentra en la zona de clima templado con un clima fresco y con vientos del occidente. Dentro de esta zona templada, los inviernos suelen ser templados y los veranos también. Las temperaturas, influidas por la localización en la cuenca de Neuwieder, son 1-1,5 grados más altas que en las zonas vecinas.

### El dialecto de Andernach
El dialecto que se habla en Andernach, conocido como Annenache Platt, pertenece al grupo dialectal de Mosela-Franconia. No obstante está muy influido por los dialectos Ripuarios. Uno de estos ejemplos, es el alargamiento de las vocales fuertes, como ocurre en Mayen y Neuwied. De esta forma: 

ei pasa a ser äi (Rhein - Rhäin, sein - säin), o a ää (Bescheid - Beschääd, kein - kää); äu pasa a ser ää (Bäume - Bääm);

g frecuentemente pasa a ser j (Morgen - Morje, Gasse - Jass, pero Glück - Glöck, gut - good) o se cierra (Vogel - Vuuel, Vögel - Vüüel, Kugel - Kuuel, Augen - Aue);

La g final se suele mantener (Berg, Schlag, aunque Tag - Daach y Daag);

i suele pasar a ser e (Winter - Weende, Wind - Weend, (m) ich - (m) ech, mit - met);

w en wer, wie, was, wo, warum pasa a ser b (bär, bie, batt, bo, boröm, aunque wenn - wenn);

a pasa a ser o (da - do, nach - no, Nachbar - Noobe, war - wor); pf pasa a ser p;
 ü suele convertirse en ö (Gewühl - Jewööhl, hören - hüüre, Hühner - Hööhner); u suele convertirse en o (Waggon - Wajung, Huhn - Hoohn, kurz - kooz, um - om, so - su);

Palabras enclistadas (ist es - eset, gegen das - jänet; gibt es - jiwwet, haben sie - hawese, wer das - bäret)

b y f (dentro de palabras) se convierten en w o ww (über - üwwer, sieben - siwwe, oben - ow (w) e, Ofen - Owe);

| Kölsch (dialecto de Colonia) | Dialecto Andernacher   | Alemán estándar         | Español                   |
| ---------------------------- | ---------------------- | ----------------------- | ------------------------- |
| Äädäppel (pl.)               | Krombiere (pl.)        | Kartoffeln (pl.)        | papas / patatas           |
| Berch                        | Berg                   | Berg                    | montaña                   |
| Bure (pl.)                   | Bauere (pl.)           | Bauern (pl.)            | campesinos                |
| Döppe                        | Döppe                  | Topf / Kessel           | caldero                   |
| drüvver                      | drüwwer                | darüber                 | encima                    |
| Deesch                       | Dösch                  | Tisch                   | mesa                      |
| Finster (sg. / pl.)          | Finste (sg. / pl.)     | Fenster (sg. / pl.)     | ventana / ventanas        |
| Pääd                         | Perd                   | Pferd                   | caballo                   |
| Ring                         | Rhäin                  | Rhein                   | Rin                       |
| op dem Maat ston             | offem Maat stohn       | auf dem Markt stehen    | encontrarse en el mercado |
| Schörreskaar                 | Schorreskaar           | Schubkarre              | carretilla                |
| Stroß                        | Strooß                 | Straße                  | calle                     |
| Kreßdaach                    | Wäihnacht, Chreesdaach | Weihnachten (Christtag) | Navidad                   |
|                              |                        |                         |                           |

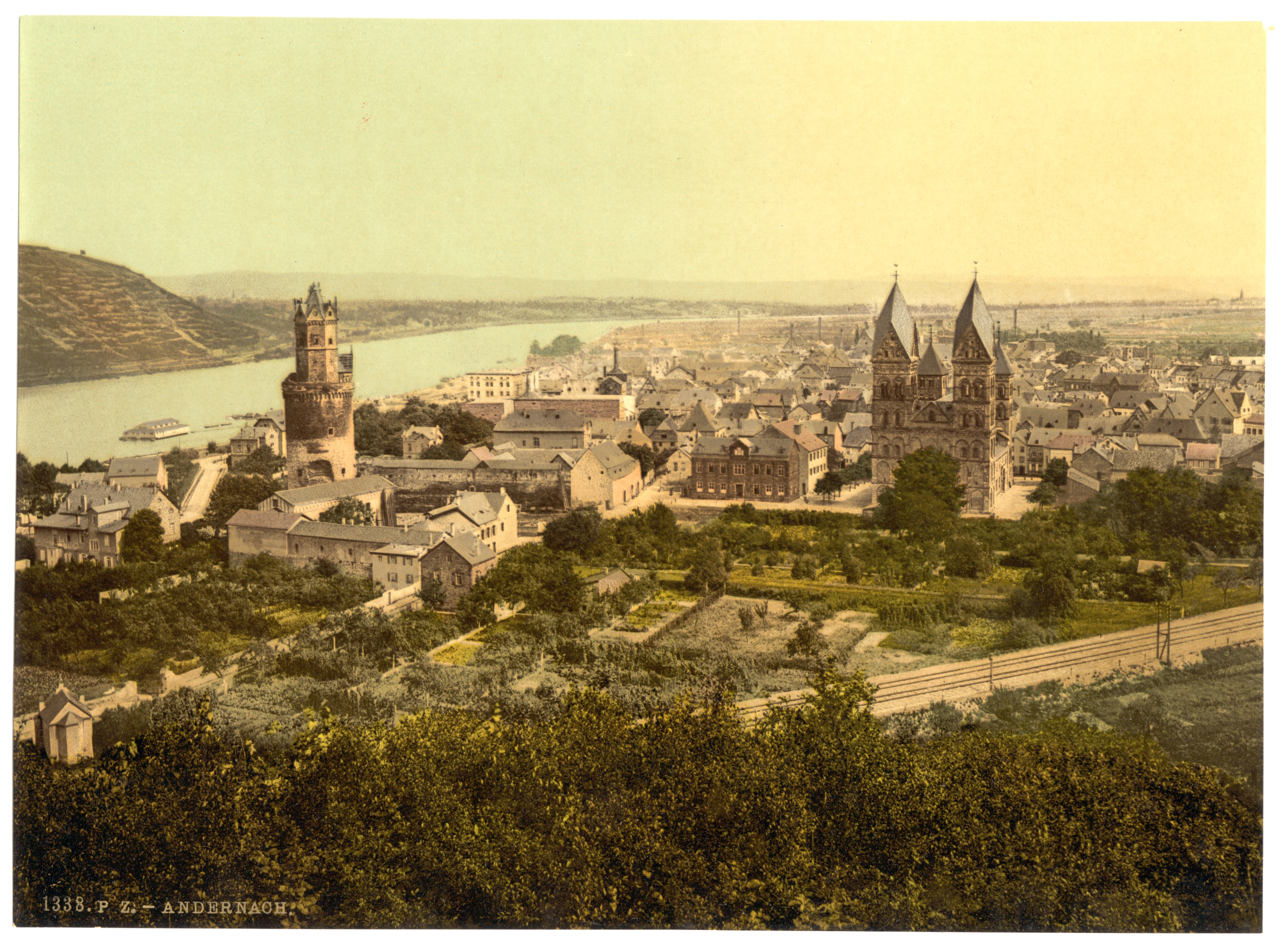
Andernach en 1900.

El dialecto posee, por otra parte, palabras que no existen en el alemán estándar. Se suele tratar de préstamos lingüísticos del celta, latín, holandés o del yidis. Durante la ocupación francesa (1794-1814) aparecieron palabras de origen francés, como Plümmo (Federbett [cama de plumas]), pareere (gehorchen [acatar]), Drottewaar (Bürgersteig [acera]), Gatsen (Kuchen [pastel]), Prommetaat (Pflaumenkuchen [tarta de ciruelas]), Pottemanee (Geldbeutel [monedero]), Filu (Lausbub [pícaro]), Mösch (Spatz [gorrión]), Määrel (Amsel [mirlo]). La palabra Fissemadente (plurale tantum) (Blödsinn [tontería]) probablemente no es de origen francés, sino alemán.

## Historia

### Prehistoria e historia antigua
La historia de los asentamientos en la zona actual de Andernach se remonta a unos 500 mil años. En el barrio de Miesenheim se encontraron huesos de animales e instrumentos de piedra de la época del Paleolítico Inferior, con una antigüedad estimada en 500 mil años.
A finales de la última glaciación, es decir, hace unos quince mil años, se instalaron los hombres modernos en la zona. Los principales vestigios arqueológicos encontrados son un pájaro, el cuerno de un reno cortado, dibujos de animales y personas en fragmentos de pizarra, así como estatuas de mujeres hechas de marfil.
De la Edad de Piedra, es decir, de aproximadamente el año 5000 a. C. se han hallado restos de cerámica, de la cultura Michelsberger y de la cultura de los vasos campaniformes. De la Cultura de los Campos de Urnas, de aproximadamente 1300 a. C., existen abundantes restos en la zona.
La Cultura de los Campos de Urnas fue erradicada por la cultura Hunsrück-Eifel, de la Edad del Hierro, entre 600 a. C. y 250 a. C. La Cultura de La Tène es la que más restos presenta, siendo estos propios de los celtas. Se ha demostrado que en el Siglo III a. C. existía una población de esta cultura en el centro de la localidad actual.

### Romanos

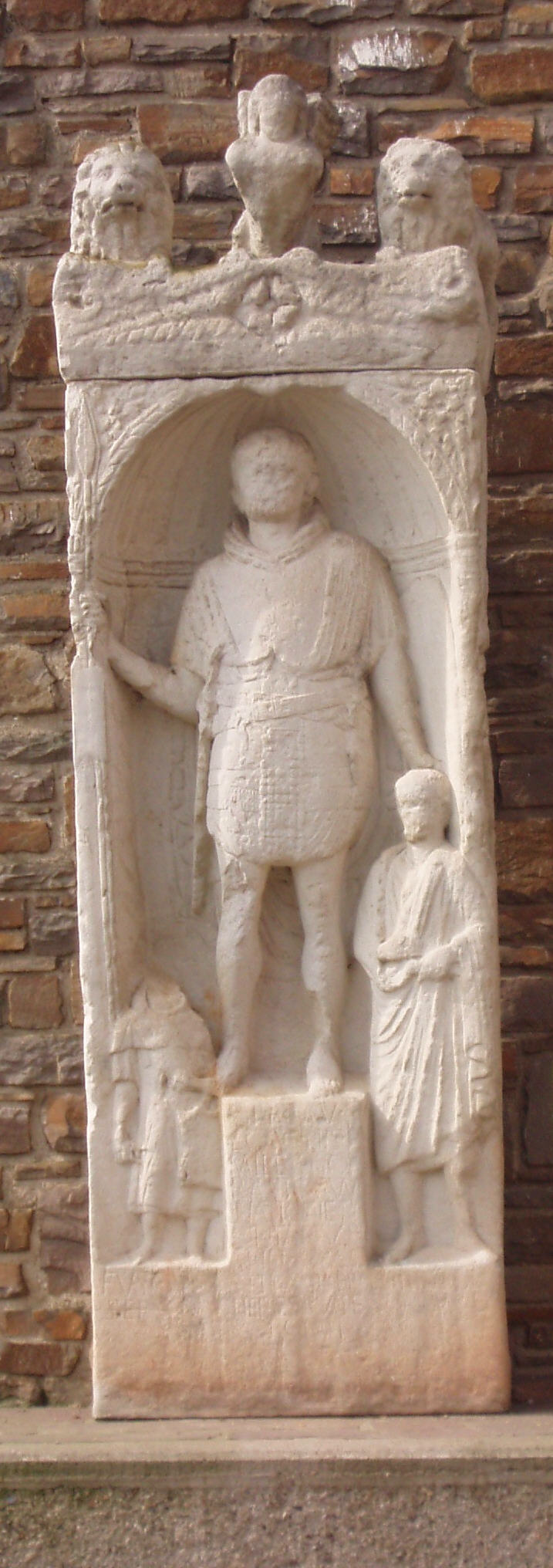
Inscripción funeraria romana procedente de Andernach, dedicada al soldado Firmus, de la Cohors Raetorum en la primera mitad del siglo I

Andernach fue uno de los asentamientos romanos más antiguos en la Germania Superior. Durante la guerra de las Galias, Julio César ordenó construir en 55 a. C. un puente de madera sobre el río Rin muy cerca de donde se yergue Andernach, concretamente entre Weißenthurm y Neuwied. Se tardó sólo diez días en construir este puente. En 53 a. C. volvió a construir otro puente, pero esta vez un poco más al norte, cerca de Urmitz. El asentamiento de Antunnacum era prerromano.
Durante el periodo tiberiano se construyó un castillo en la zona. En él se estacionó una cohorte, lo que atestigua la copia de la lápida de Firmus conservada en el museo municipal.
Tras el levantamiento de los bátavos, el emperador Tito Flavio Domiciano mandó construir el Limes Germanicus que hiciera de frontera entre los terrenos del imperio y las tierras de los bárbaros. Con esta frontera, compuesta en gran parte por los ríos Rin y Danubio, se logró mantener la paz durante quinientos años. Se creó un asentamiento permanente con un puerto, en el que se instaló un molino de piedras basálticas y de toba volcánica que se extraía de las canteras de Mayen.
En el año 260, los francos atravesaron el limes, lo que obligó a los romanos a entregarles la ribera derecha del Rin. Se hizo entonces necesario fortificar todas las ciudades ribereñas. Los ataques de los germanos se hicieron cada vez más frecuentes y en uno de ellos Andernach fue destruida.
En 359, Juliano ordenó reforzar por última vez la ciudad. En aquella época, el castillo poseía 16 torres defensivas (cuatro en cada punto cardinal) y cuatro puertas. En el Notitia Dignitatum se describe Andernach como un castillo, en el cual estaba estacionada un destacamento de la legio acincensis.
Estilicón pudo asegurar de nuevo las fronteras del Rin y tuvo que enviar a las legiones romanas a defender Italia. Las zonas renanas fueron ocupadas por los francos, y tras la victoria del rey franco Clodoveo I en 486, los romanos perdieron todas las posesiones que aún se mantenían bajo el mandato de Afranio Siagrio.

### Edad Media
En tiempos de los Merovingios, Andernach pertenecía a Austrasia y se convirtió en un territorio de realengo. Venantius Fortunatus, que vivía en Metz en la corte de Sigesberto I, se refiere en su poema De navigio suo (Su Barco) del año 588 a un viaje por el Mosela hacia Andernach y Leutesdorf con el joven rey merovingio Childeberto II (570-595). La villa regia podría haberse fundado donde se encontraba la comandancia romana (en la plaza merovingia, entre las puertas romanas del norte y oeste). El rey Dagoberto I residió frecuentemente en la localidad. En 859 se encontraron los reyes Carlos el Calvo, Luis el Germánico y Lotario II de Lotaringia en una isla del Rin que en la época carecía de nombre – en la actualidad es una península – Namedyer Werth, para preparar un gran encuentro. Después de que bajo la Dinastía Carolingia se unieran Neustria y Austrasia, Andernach se convirtió en una residencia imperial. En el Tratado de Mersen de 870, la localidad pasó a estar bajo el mando de Luis el Germánico y como tal a ser parte integrante del Imperio alemán.
Tras la muerte de Luis en el año 876, Carlos el Calvo, el monarca del imperio occidental, se separó de Luis III de Alemania. La obtención de las zonas renanas occidentales se llevó a cabo a través de la conquista. Entre Andernach y Kettig se libró una batalla, en la cual Carlos el Calvo salió derrotado y Andernach quedó integrado en el imperio oriental, que pasaría a denominarse Sacro Imperio Romano Germánico.
En 883, la ciudad cayó en manos de los Normandos, que destruyeron los suburbios, el convento y las iglesias de las afueras de la ciudad – entre ellos el deambulatorio de la iglesia de Santo Tomás. Con ello terminó la relación comercial que se mantenía con la ciudad de Haithabu desde 866.
El duque Gilberto de Lotaringia y el duque de Eberhard de Franconia, el mismo que encabezaba los alzamientos contra el rey Otón I de Alemania, perdió la batalla y la vida contra los seguidores de Otón, Konrad Kurzbold y Udo, el 2 de octubre de 939 en los alrededores de Andernach.
En los siglos siguientes, Andernach alternó entre los arzobispados de Colonia y Tréveris, que intentaban hacerse con la ciudad. Debido a los ataques, en 1114 la antigua corte fue destruida. El 1 de agosto de 1167 se pudo imponer el arzobispo de Colonia. Como gesto de acción de gracias por la victoria en Tusculum, el emperador Federico I Barbarroja entregó la ciudad de Andernach al arzobispo de Colonia, que a su vez era el canciller real. Con esto, la ciudad se vio inmersa en los conflictos entre Otón IV del Sacro Imperio Romano Germánico y Felipe de Suabia, que conquistó la ciudad en 1198 y la quemó. La antigua iglesia de la ciudad fue destruida. En 1194, el emperador Enrique VI del Sacro Imperio Romano Germánico regaló la ciudad al arzobispo de Tréveris Juan I, dando comienzo a la construcción de un nuevo palacio episcopal. Oficialmente Andernach pertenecía al arzobispado de Colonia aunque se encontraba bajo la jurisdicción del arzobispo de Tréveris.
En los años siguientes, la ciudad fue creciendo ordenadamente, hasta llegar a un punto en que los muros romanos tuvieron que ser derruidos en parte para permitir la expansión urbanística hacia el oriente. En la zona suroriental se construyó el castillo del noble que mantenía el poder en la ciudad, concibiéndose como un edificio militar separado pero adosado a los muros de la ciudad. El castillo poseía una puerta hacia el exterior y una hacia la ciudad. Las fortificaciones medievales defendían a la ciudad, contando con cuatro puertas defensivas principales y seis puertas secundarias. También había 16 torres defensivas. Estas edificaciones defensivas pueden verse en los grabados de Matthäus Merian de 1646. Las fortificaciones terminaban en las orillas del Rin, que en aquella época pasaba muy cerca de la ciudad y que dificultaba un intento de ataque desde el norte.
A partir de mediados del siglo XIV las diferencias entre el señor de la ciudad y de la liga de ciudades (Andernach, Bonn, Coblenza y Colonia fueron creciendo exponencialmente. Los habitantes de Andernach se alzaron y atacaron al castillo del señor feudal, pero las tropas de éste terminarían por conquistar la ciudad. En 1365 se abolió la aduana entre Andernach y Linz. Durante esa época, la ciudad se endeudó demasiado, por lo que fue necesaria la ayuda de la familia Reynette. En 1407 se eligió por primera vez el concejo municipal.

### Reforma protestante
El principio del siglo XVI fue también convulso en Andernach. Existían tensiones dentro de la administración de la ciudad. El poder del noble que dirigía la ciudad, junto con los burgueses, que en los siglos siguientes irían adquiriendo una mayor importancia y la cuestión de los gremios obligarían al señor a establecer una representación de la ciudadanía opuesta a la cámara municipal.
Los anabaptistas de los Países Bajos secundaron en la ciudad diversos actos de rebeldía, de tal forma que el concejo municipal llegó a castigarlos. En 1543 el arzobispo de Colonia, Hernando V de Wied, se hizo luterano y envió a predicadores a Andernach, con el rechazo del concejo municipal. Tras la abdicación de Hernando V de Wied en 1547, sus sucesores actuaron contra los luteranos que quedaban en la ciudad. En 1573, el noble Salentino de Isenburgo envió al concejo municipal 1000 monedas para la renovación del Colegio latino que había sido fundado en 1433. El concejo había argumentado en su solicitud, que los niños debían ser educados en las „verdades de la religión católica“. Cuando en 1582, el arzobispo de Colonia, Gerardo de Waldburgo, se convirtió al Protestantismo, comenzó una lucha contra la religión católica. El concejo decidió cerrar la puerta de Colonia. Hubo una serie de desencuentros con el arzobispo, que al año siguiente sería reemplazado y obligado por su sucesor Ernesto de Baviera tuvo que huir a los Países Bajos. A consecuencia de la Guerra de Colonia (1583-88), las tropas neerlandesas invadieron la ciudad. El ataque a la puerta del Rin, que quedó en parte destruida, se encontraría con la resistencia de la ciudad. Este suceso es uno de los temas de la Bäckerjungensage, un compendio de poesía.

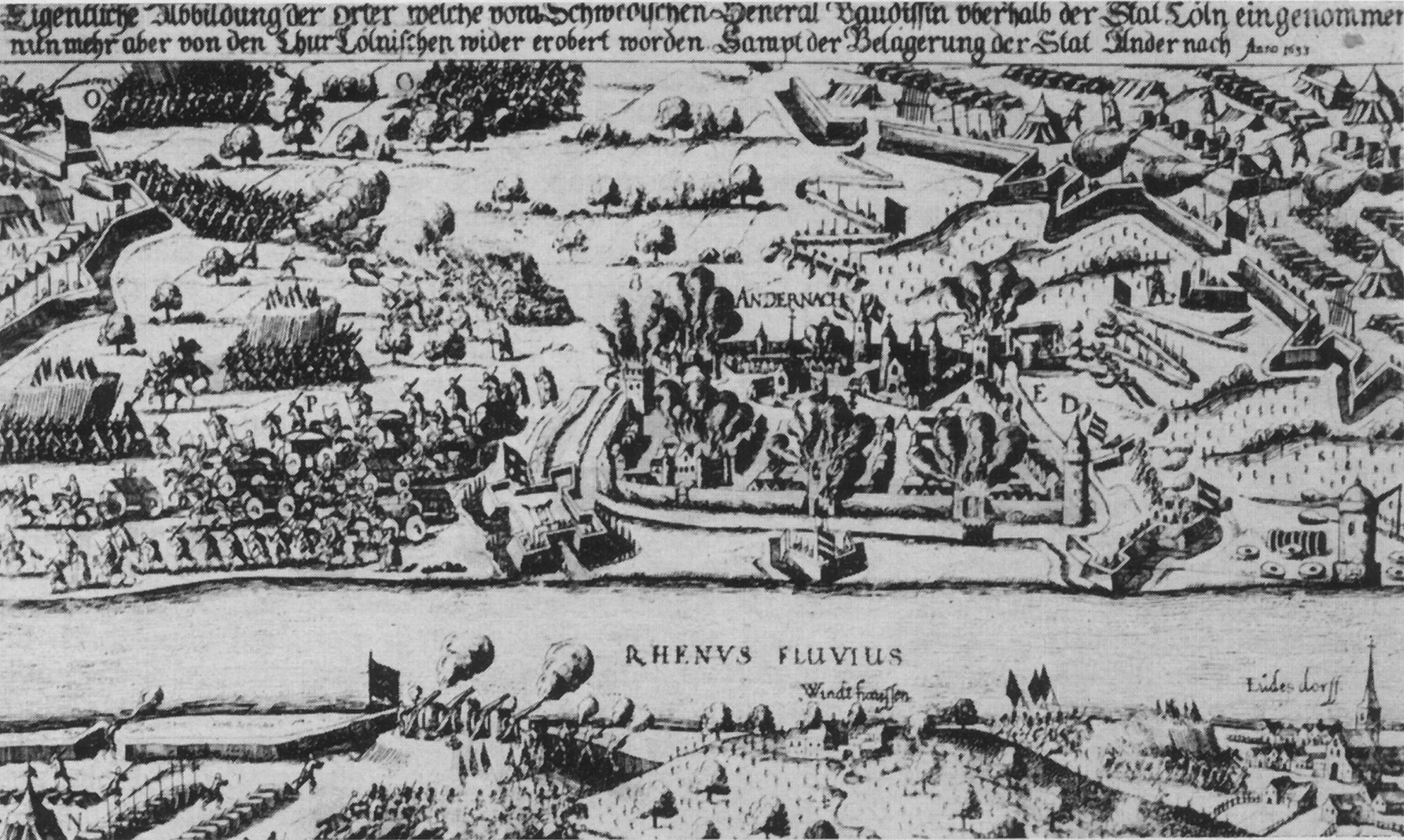
Tropas suecas atacando Andernach en 1632..

### Andernach en la guerra de los Treinta Años
Durante los catorce primeros años de la guerra de los Treinta Años Andernach se mantuvo alejada del conflicto. Esto cambió el 10 de noviembre de 1632, cuando el general sueco Wolf Heinrich von Baudissin decidió usar la ciudad como lugar de guarida de las tropas suecas. Como la ciudad no aceptó, Andernach fue ocupada y saqueada la noche entre el 16 y 17 de noviembre de 1632. Cuando en marzo de 1633, el marqués de Isenburg cercó la ciudad, las tropas suecas destrozaron las fortificaciones, quemaron la ciudad y se retiraron. Cuando el 15 de diciembre del mismo año intentaron volver a ocupar la ciudad, fueron expulsados por los propios ciudadanos. La ciudad estuvo en peligro por última vez cuando en 1646, Enrique de la Tour de Auvergne-Bouillon ordenó atacar la ciudad durante cinco días consecutivos antes de desistir debido a la inesperada resistencia de los ciudadanos.

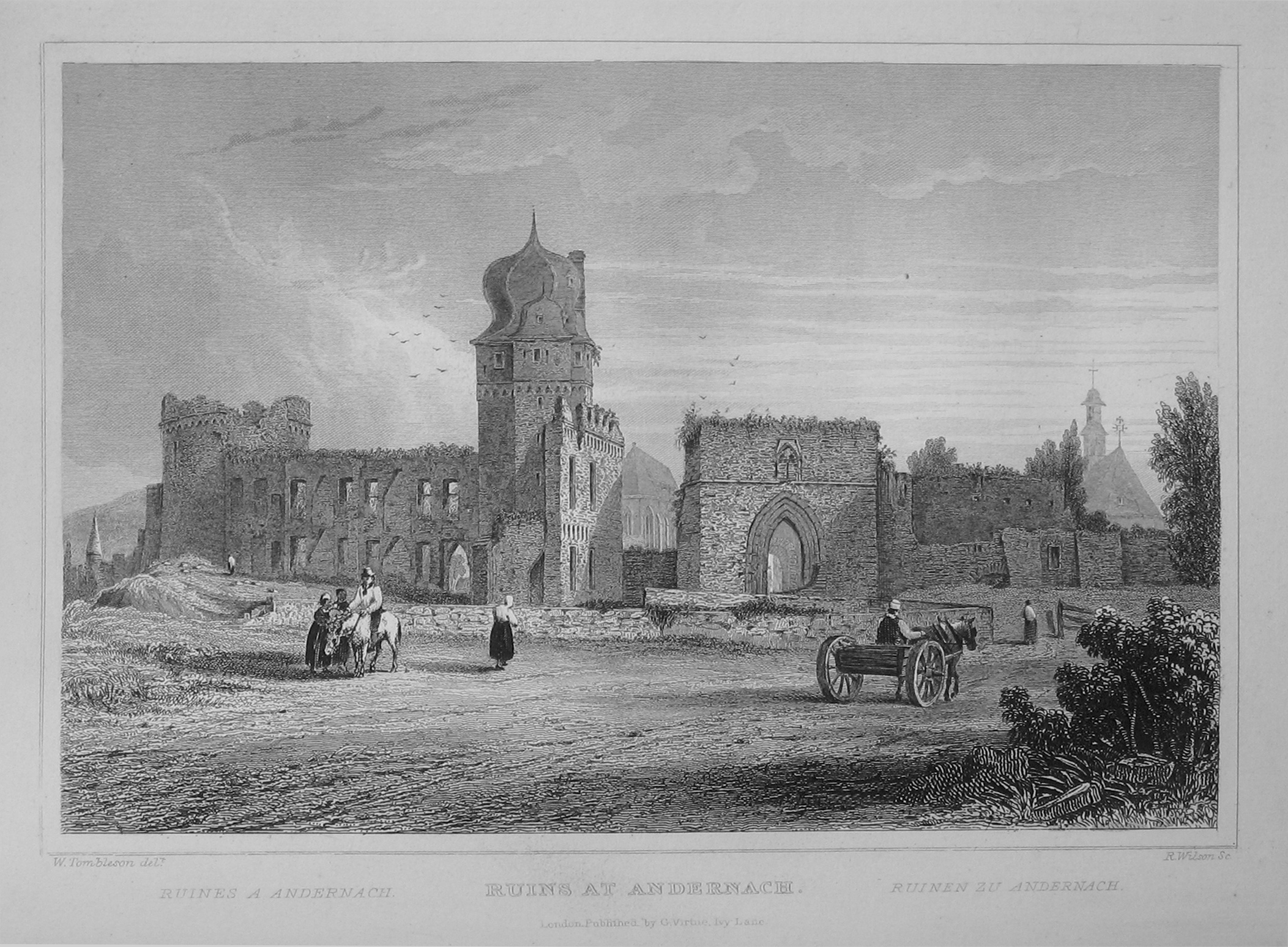
Ruinas del castillo de la localidad en una postal antigua.

### Destrucción de 1689
La guerra de los Nueve Años (1668-1697) produjo graves daños en la ciudad. En la guerra para controlar el Arzobispado de Colonia, Luis XIV de Francia ordenó la ocupación de Andernach. Cuando Federico I de Prusia se acercó a la ciudad con dirección a Bonn, los franceses saquearon la ciudad, destrozaron el palacio y rompieron las defensas. Sólo se mantuvo en pie la Torre Circular. El único recuerdo que se conserva en la actualidad es un agujero. En la noche del 30 de abril y 1 de mayo de 1689 se quemó la ciudad, después de que se hubieran destruido todos los medios para apagar el fuego. De las cuatrocientas casas existentes, sólo lograron salvarse 47.
El siglo XVIII estuvo marcado por la reconstrucción de la ciudad en ruinas, creándose nuevas edificaciones defensivas y lugares para guarecer a las tropas con motivo de la guerra de sucesión española. El número de habitantes descendió drásticamente por debajo de 2000 (en 1790, había 1790 habitantes). A finales del siglo, la ciudad se caracterizaba por la pervivencia de los gremios y por sus altos impuestos. El descontento general con el comportamiento de los dirigentes se iba acentuando y fue primer paso a lo que pasaría poco después – la Revolución francesa y sus consecuencias.

### Ocupación francesa

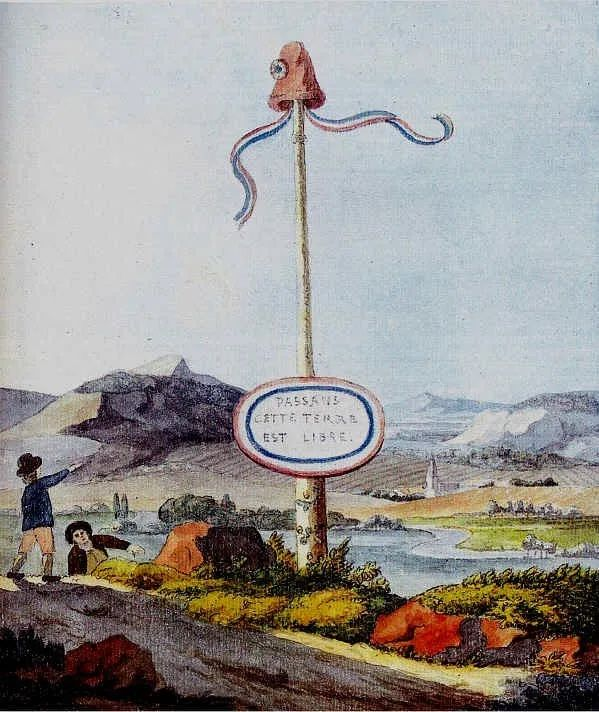
Árbol de la libertad en Renania.

En la Paz de Lunéville se dispuso que Andernach pasase desde el 9 de febrero de 1801 a estar bajo soberanía francesa. Aunque este periodo sólo duraría hasta 1814, se produjeron importantes cambios sociales y jurídicos en la localidad. Los derechos de los nobles y del clero fueron abolidos y la administración municipal medieval fue reformada.
Este cambio se produjo gradualmente. El 22 de octubre de 1794 Andernach fue ocupada por tropas francesas. Cuando el 4 de octubre de 1797 los patriotas de Andernach decidieron construir un Árbol de la Libertad, esto fue prohibido por la burguesía. También se mantuvieron en silencio muchos de los funcionarios de la República Francesa. El alcalde impuesto por los franceses impulsó la devolución de las propiedades confiscadas a la nobleza y al clero. Tras una primera fase revolucionaria, las aguas volvieron a su cauce. Esto terminaría con el impulso de la administración cantonal. Junto a 22 comunidades de los alrededores, Andernach se convertiría en un Cantón.
Con la ley administrativa de 17 de febrero de 1800 se creó la Cámara Municipal de Andernach, que incluiría a las comunidades vecinas de Brohl, Eich, Miesenheim, Namedy y Nickenich. Con la secularización de los conventos y demás instituciones eclesiales se eliminaron las últimas rémoras del régimen anterior. En Andernach, la catedral se convirtió en una simple iglesia. Pese a todas estas reformas, cuando el 1 de enero de 1814 las tropas rusas ocuparon la localidad, los habitantes las vieron como unas fuerzas de liberación.

### Era prusiana

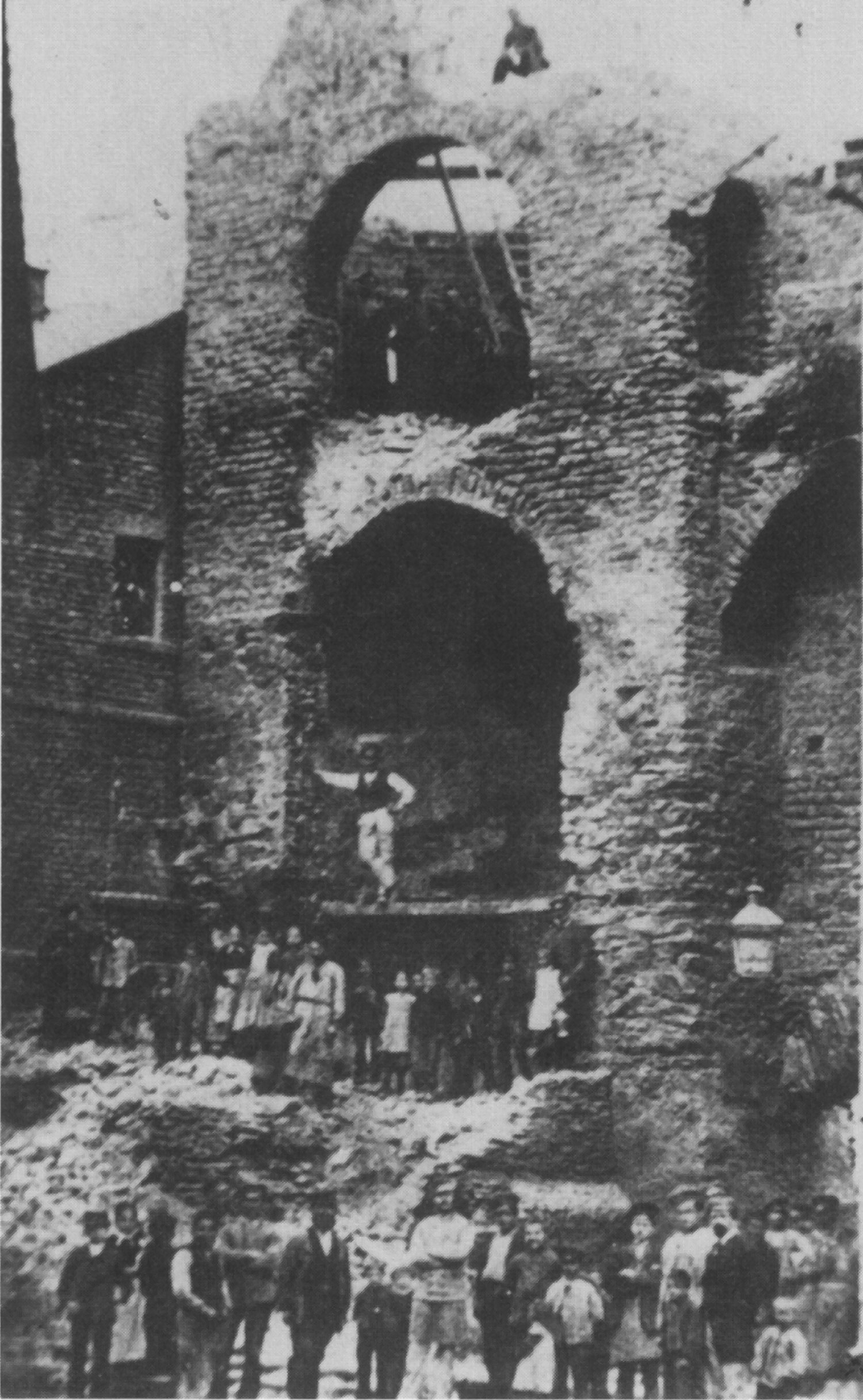
1880: Destrucción de una de las torres para permitir un acceso más fácil a la estación de ferrocarril..

Tras el Congreso de Viena, el 5 de abril de 1815 la ciudad pasó a estar bajo soberanía de Prusia. Para la administración municipal este hecho no tuvo ninguna consecuencia. En 1816, las ciudades renanas se negaron a acatar las leyes administrativas prusianas, que estaban en contra del sistema de libertades impuesto por los franceses. Hasta la imposición del sistema administrativo prusiano en 1845, se mantuvo el sistema francés en la localidad. El 2 de marzo de 1857 Andernach fue la tercera ciudad (junto a otras 143 localidades de Renania del Norte-Westfalia, Renania-Palatinado, Hesse, Sarre y algunas de Bélgica) en recibir un fuero a través de un decreto del emperador. La primera ciudad en recibirlo había sido Aquisgrán, el 13 de junio de 1856.
Hasta los Años 1860, la economía de la localidad creció de forma exponencial. La familia Remy había trasladado en 1797 sus fábricas de Neuwied hasta Andernach para así abrirse paso al mercado francés. En 1841 se instalaron más industrias en la zona. La agricultura quedó reducida a una pequeña escala.
La ciudad comenzó a expandirse. En 1819 cayó el muro que daba hacia el Rin. En los siguientes años se derruyeron las puertas que daban hacia Mayen y Colonia. Entre 1852 y 1854 se construyó la carretera privada Mayen-Andernach-Neuwieder Aktienstraße. En 1858 se construyó la primera estación de Andernach, en la que efectuarían parada los trenes de la línea férrea del rin. Entre 1878 y 1880 se construyó una nueva vía férrea. Con el paso del tiempo se fueron derruyendo más muros y torres. Poco a poco se fueron instalando nuevas industrias y comercios, destacando la de malta. Durante esa época, la productividad de las empresas de la ciudad aumentó en gran parte.

### SigloXX

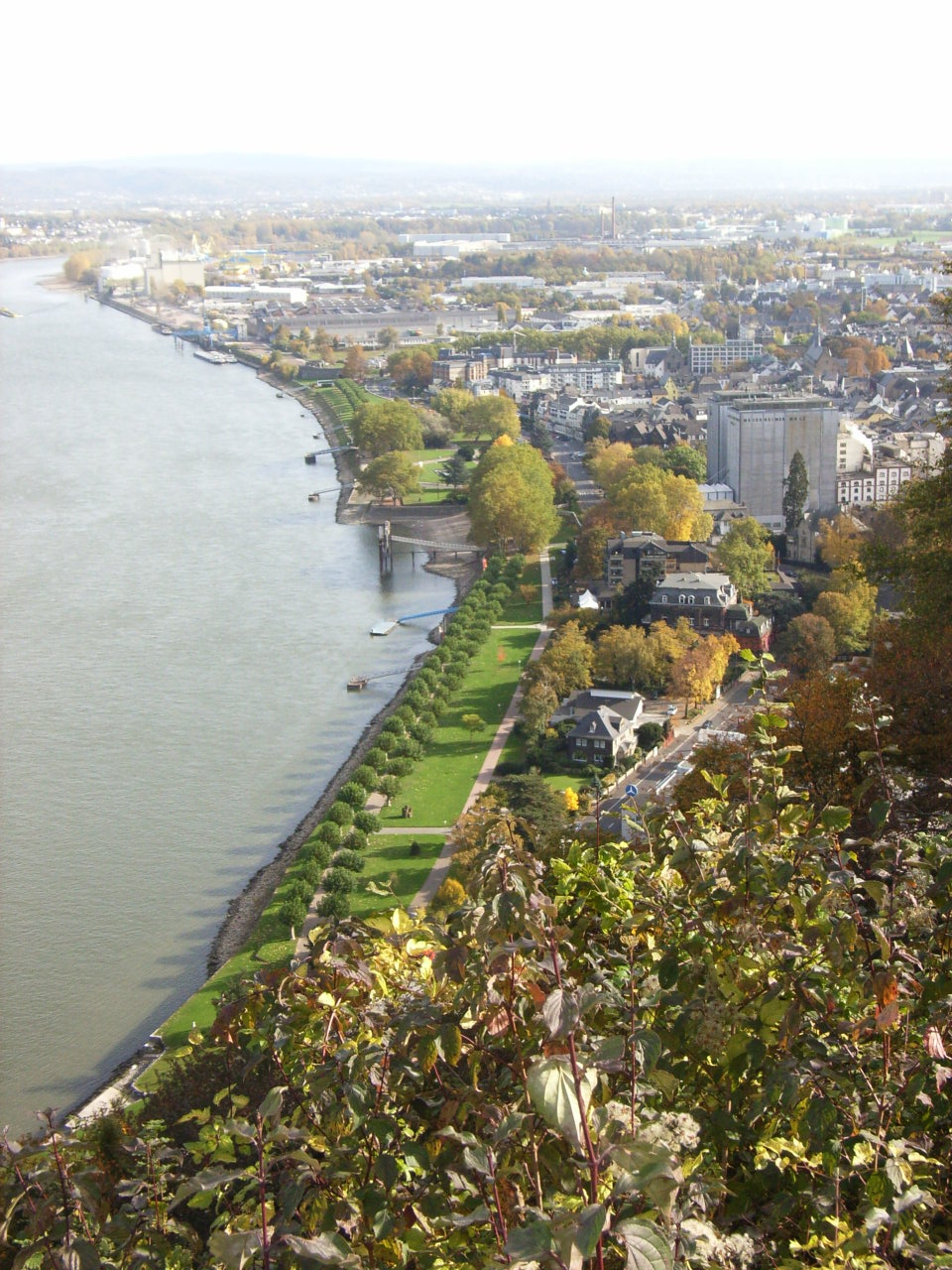
Vista de las inmediaciones del Rin desde Krahnenberg..

Este desarrollo se detuvo abruptamente durante la Primera Guerra Mundial, y la ocupación americana y francesa que duraría hasta 1929 y se caracterizaría por la inflación y la Gran Depresión. Esta crisis no pudo ser paliada ni siquiera por la reanudación de la producción de la acería Remy, van der Zypen & Co. en 1921. El partido más votado en la localidad entre 1919 y 1933 fue el Partido de Centro. No obstante, los partidos de izquierdas, el Partido Socialdemócrata de Alemania y el Partido Comunista de Alemania poseían un amplio número de votantes. En las elecciones de marzo de 1933, el Partido Nacionalsocialista Alemán de los Trabajadores se convertiría en la segunda fuerza política.
En 1933 comenzaron los ataques de los nacionalsocialistas. El 30 de mayo de 1933 fue atacada la nueva sinagoga de la calle Güntherstraße y posteriormente en la Noche de los cristales rotos terminaría por arder hasta sus cimientos. Los judíos que no lograron huir fueron apresados y, salvo casos excepcionales, asesinados. Junto a los judíos, también sufrieron represión los enfermos y pacientes de los centros de recuperación de enfermos. Desde la localidad partieron varios contingentes de personas con destino al campo de Hadamar, y más tarde, en 1941 hacia los campos de concentración del este, donde los pacientes, considerados „vidas que no valen“ fueron gaseados.
Durante la Segunda Guerra Mundial, 500 hombres, mujeres y niños de Andernach perdieron la vida. La ciudad misma fue destruida en gran parte durante los bombardeos de finales de 1944 y principios de 1945 – aunque el centro de la ciudad quedó en gran parte a salvo. El 9 de marzo de 1945 entraron las tropas americanas en la localidad. En la ribera del Rin se instalaron grandes campamentos de prisioneros de guerra, en los que se llegó a recluir hasta a cuarenta mil soldados alemanes.
Al mismo tiempo se tenía que integrar a los expulsados de los territorios alemanes del oriente, como nuevos ciudadanos. Se crearon nuevas zonas urbanas. Se construyeron nuevas iglesias: 1954 St. Albert, 1956 St. Peter, 1964 Kreuzkirche y 1968 St. Stephan.
En diciembre de 1955 retornaron, en virtud de la Wiederbewaffnung y de la fundación del Bundeswehr los primeros 240 soldados al antiguo lazareto de aviación, que recibiría en enero de 1956 a mil soldados más. El 20 de enero de 1956 tuvo lugar la primera ceremonia oficial de esta unidad, en Krahnenberg-Kaserne que fue presidida por el Canciller Federal de Alemania Konrad Adenauer. La emisora de radio creada para las tropas alemanas destacadas en el extranjero continúa llamándose hoy en día Radio Andernach, aunque actualmente se encuentra en Mayen.
Entre 1965 y 1970 se construyó el nuevo muelle al este de la ciudad. Debido a la reforma administrativa de 1969/70, la ciudad creció ya que se anexionó las comunidades de Namedy, Eich, Kell y Miesenheim aumentando en 6500 habitantes.
El 10 de julio de 1945, los franceses pasaron a ocupar la zona. A partir del 30 de agosto de 1946, la ciudad quedó englobada en el estado de Renania-Palatinado, una entidad territorial creada por las fuerzas ocupantes. En las primeras elecciones a la cámara municipal del 25 de octubre de 1946, Ergon Herfeldt, del CDP fue elegido alcalde, este partido fue el precedente de la actual Unión Demócrata Cristiana de Alemania.
A partir de 1949 comenzó en la localidad lo que ha pasado a denominarse el Milagro alemán. Al lado de la Torre Circular se erigieron los silos de la fábrica Weissheimer. Al mismo tiempo, desde los años 1950 apareció la industria de la pumita. Los edificios de la fábrica Weissheimer fueron demolidos en 2008.

## Cultura

### Monumentos

#### Torre Circular

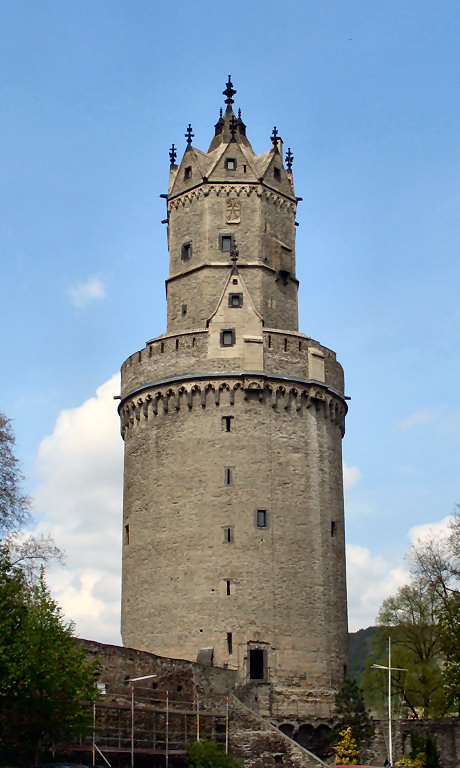
La Torre Circular (Runder Turm), símbolo de la Ciudad de Andernach, vista desde el sudoeste.

El símbolo de la ciudad es la Torre Circular, una torre defensiva que formaba la esquina noroccidental de la muralla de la ciudad de Andernach. Fue construida como edificación defensiva entre los años 1440 y 1453 en dos etapas, cuando el Rondentorne (siglo XVI ronder thurn, siglo XVIII/XIX Runder Thurm) fue erigido Philipp Preudemann por encargo del concejo municipal - posiblemente donde se encontraba la torre del castillo romano. Posee unos 33 metros de altitud y casi quince metros de diámetro. Posee un pasillo defensivo de piedra, letrinas medievales, zonas para rociar con agua y aceite hirviendo y tres pisos: sótano (deustere kamer (donde estaban los calabozos con los techos en forma de cúpula y coronados con un agujero del miedo), una planta baja (con entrada desde el pasillo defensivo) y una planta superior, con bóvedas de crucería; de 23 metros de altitud. Posee tres alturas, una donde se encontraba la buhardilla, una despensa y una sala. En total la Torre Circular tiene la altitud de 56 metros.

#### Iglesia de la Asunción de María

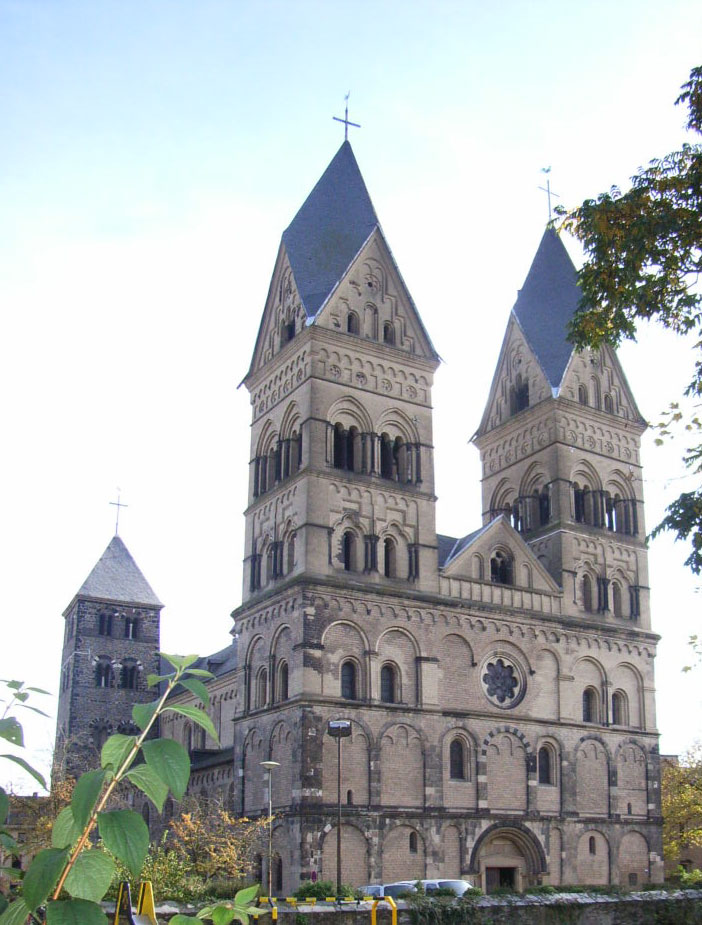
La Iglesia de la Asunción de María (Katholische Pfarrkirche Maria Himmelfahrt). En el fondo a la izquierda se puede observar el campanario de la antigua iglesia, hoy en día la torre nororiental de la basílica.

La Iglesia de la Asunción de María (Katholische Pfarrkirche Maria Himmelfahrt en alemán, también llamado: Mariendom) es una imponente basílica románica de cuatro torres.
Se encuentra situada sobre el lugar de la antigua iglesia de la ciudad de Andernach. Esta iglesia fue destruida casi totalmente en el incendio provocado de 1198. Resistió sólo el campanario. En los años siguientes se empezó a construir la Iglesia de la Asunción de María. Dentro de la nueva construcción se mantuvo el campanario de la antigua iglesia como la torre nororiental de la nueva basílica.

#### Grúa Antigua

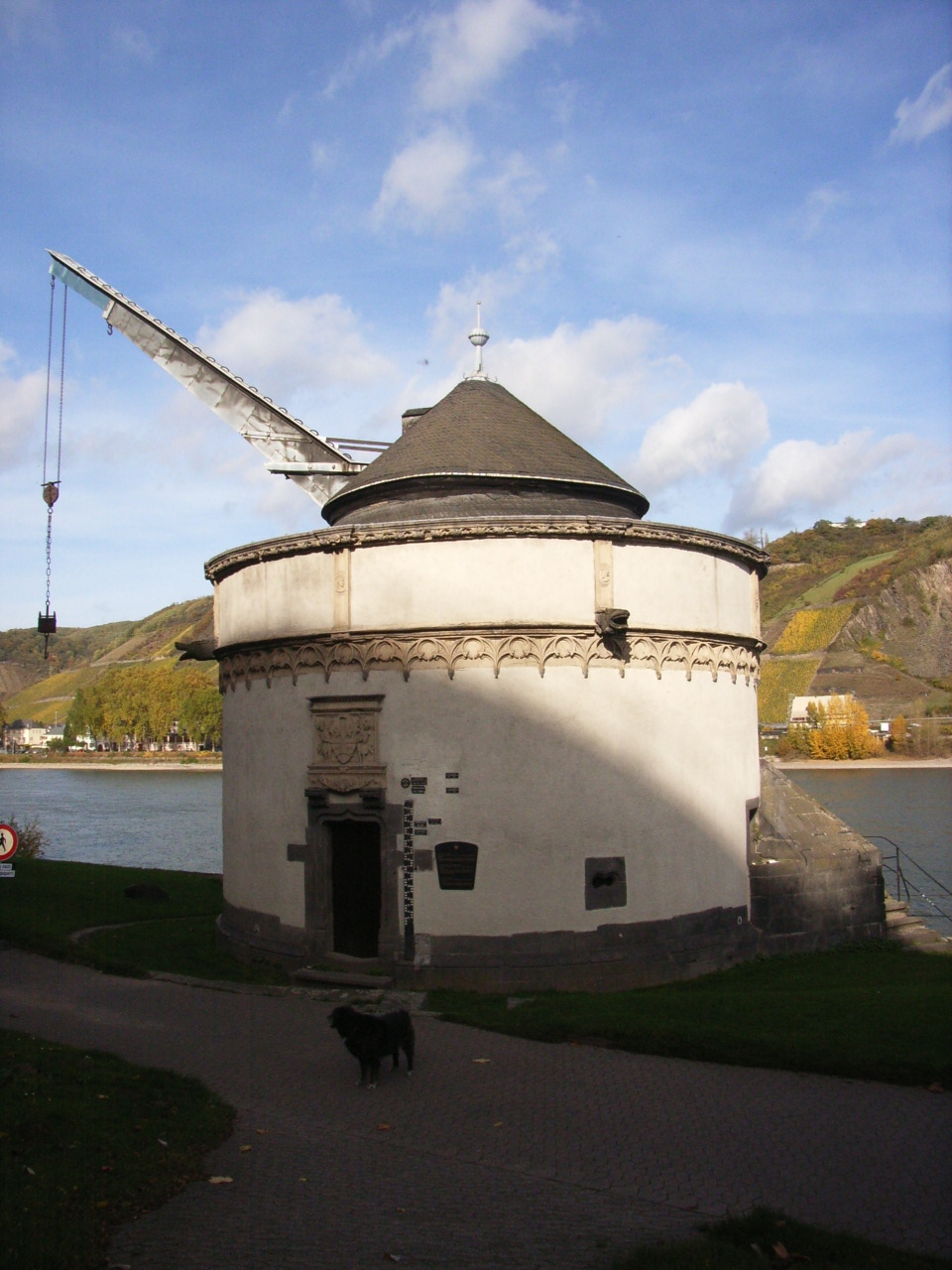
La Grúa Antigua (Alter Krahnen)

La Grúa Antigua (en alemán: Alter Krahnen), reliquia industrial del Renacimiento, es uno de los monumentos más conocidos de la ciudad.
La grúa giratoria y de piedra fue construida entre 1554 y 1558 y entró en servicio en 1561. Está situada en la ribera izquierda del kilómetro del Rin 613,8, en el puerto antiguo de Andernach. Sirvió para embarcar muelas de molino y barriles de vino de la región. Fue puesta fuera de servicio en 1911.

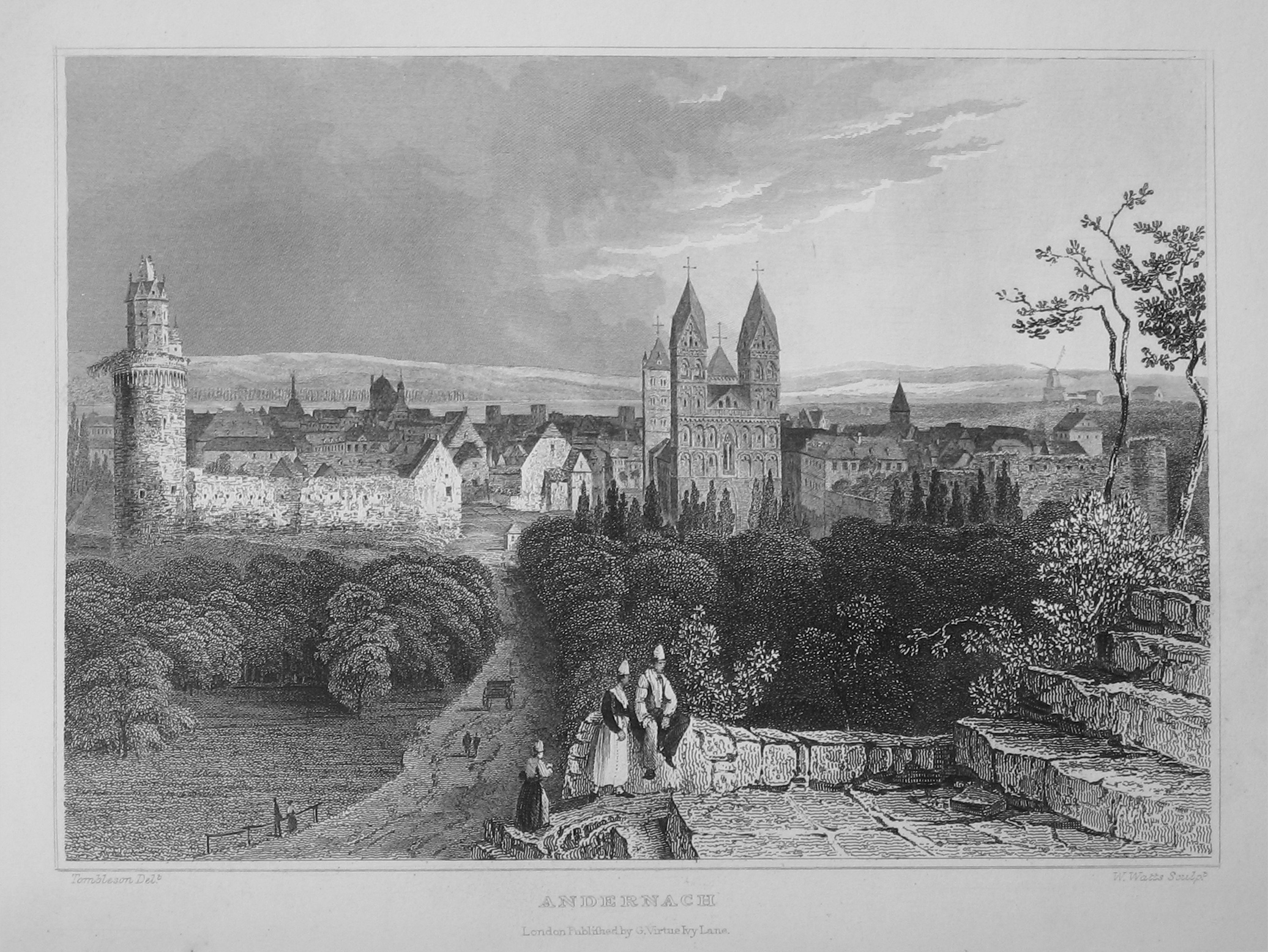
Grabado de Wm. Watts tras un dibujo de Wm. Tombleson de 1840. Torre Circular, Iglesia de la Asunción de María, muros defensivos; en la parte anterior se puede observar las ruinas del templo romano, en el fondo a la derecha se puede observar la torre defensiva que en 1816 pasó a convertirse en un molino de viento y el ábside de St. Tomas que desde 1912 es usado como depósito de agua. A la derecha al lado de la Iglesia de la Asunción de María se puede observar la torre de Dadenberg..

### Gastronomía y cocina
La gastronomía de Andernach es muy parecida a la de Renania-Palatinado en general. Destacan platos como el Dibbelabbes (en dialecto Andernacher: Döppekooche), Kribbelsche, Rheinischer Sauerbraten, Nussecken, pan de frutos secos y chocolate y el Bienenstich.

### Hermandades de Andernach
Una especialidad de la ciudad de Andernach son las llamadas „ehrenwerten Nachbarschaften“ – hermandades de ciudadanos, basadas en la pertenencia a un determinado barrio o calle.
Según Josef Ruland (Hermandades en pueblos y ciudades, Dusseldorf 1963) los orígenes de estas hermandades se encuentran en los gremios que se mantuvieron hasta mediados del siglo XVII. Por estos motivos, aparecen citas a hermandades de Andernach en documentos de 1640. Estas hermandades solían recoger todos los sucesos que tenían lugar en la ciudad en unos libros-diario que se conservan en la actualidad.
En los ordenamientos de gremios se pueden observar las típicas denominaciones de cargos en estas hermandades, destacando los árbitros y el presidente. Este último ejercía el cargo más alto dentro de la hermandad y en los primeros tiempos se encargaba de que se cumplieran las reglas así como que se conviviera en paz (por ejemplo a la hora de obtener agua de las fuentes del Rin).
El objetivo principal de las hermandades con un componente religioso era principalmente la ayuda a los enfermos, accidentados y familiares de fallecidos. Aún hoy en día existen servicios de ayuda a los familiares de fallecidos así como se mantiene la costumbre de ondear la bandera de la hermandad del fallecido en el momento de su entierro.
El fin caritativo de las uniones de ciudadanos se ha ido restringiendo con el paso del tiempo. En la actualidad, las actividades se centran más en el componente social de los miembros, organizando encuentros, fiestas y viajes. En la actualidad existen 17 hermandades en el centro urbano y otras 17 en las comunidades vecinas.

### Música
En una obra musical del siglo XVI compuesta en Países Bajos o en Amberes y que lleva el título de T' Andernaken (inicio de la obra: „T'Andernaken (all) op den Rijn, daer vant ic twee ma (e) chdekens spelen gaen“; es: „En Andernach del Rin, ahí encontré yo a dos niñas jugando“) y trata sobre historias de amor de dos jóvenes damas, que tienen que separarse trágicamente de sus amados, ya que él debe marcharse a Andernach. Existen diferentes versiones del texto (desde 6 a 20 estrofas) que tratan sobre las historias (en la versión de 20 estrofas), y sobre lo bonita que es la ciudad. La canción fue bastante conocida durante el siglo XVI y fue versionada por varios artistas renacentistas como Luis Senfl (1534), Erasmo Lapicida (1504), Jacobo Olbrecht (1501), Pierre de la Rue (1500), Alexander Agricola y otros. El rey Enrique VIII de Inglaterra también compuso una variante de esta canción. Esta se encuentra recogida en el libro Antwerps Liedboek - Een schoon liedekens Boeck (Libro de canciones de Amberes – un bonito libro de cancioncillas) de 1544 bajo el número 149 y listada como Een oudt liedeken (una vieja cancioncilla).

### Ajedrez de Andernach
Existe una variante de Ajedrez denominada Ajedrez de Andernach caracterizada porque la figura que ataca cambia de color y recibió ese nombre por el encuentro anual de jugadores de ajedrez que se celebra en la localidad desde 1993.

## Política

### Resultados de las elecciones al ayuntamiento
| Partido | 1946   | 1948   | 1952   | 1956   | 1960   | 1964   | 1969   | 1970   | 1974   | 1979   | 1984   | 1989   | 1994   | 1999   | 2004   |
| ------- | ------ | ------ | ------ | ------ | ------ | ------ | ------ | ------ | ------ | ------ | ------ | ------ | ------ | ------ | ------ |
| CDU     | 51,0 % | 33,9 % | 37,1 % | 42,0 % | 39,8 % | 41,2 % | 45,0 % | 44,8 % | 47,9 % | 40,3 % | 40,9 % | 39,5 % | 41,3 % | 47,5 % | 45,3 % |
| SPD     | 39,3 % | 40,9 % | 40,5 % | 46,0 % | 39,1 % | 43,8 % | 46,8 % | 45,5 % | 42,6 % | 47,8 % | 41,0 % | 44,9 % | 39,3 % | 36,2 % | 31,3 % |
| FWG     | -,- %  | 13,4 % | 18,6 % | 12,1 % | 16,5 % | 15,0 % | 8,2 %  | 9,7 %  | 6,0 %  | 6,4 %  | 8,0 %  | 8,3 %  | 7,6 %  | 10,1 % | 12,5 % |
| GRÜNE   | -,- %  | -,- %  | -,- %  | -,- %  | -,- %  | -,- %  | -,- %  | -,- %  | -,- %  | -,- %  | 6,4 %  | 7,3 %  | 6,0 %  | 3,9 %  | 6,1 %  |

La CDU se llamaba en 1946 CDP en la región de Coblenza, así pues en Andernach. El KDB estuvo entre 1946 y 1952 en el concejo municipal y el FDP desde 1979 hasta 1984.

### Alcaldes
- 1946-1948 Egon Herfeldt (CDP, después FWG)
- 1949-1964 Dr. Johann Füth (CDU)
- 1965-1974 Walter Steffens (CDU)
- 1974-1994 Dr. Gerold Küffmann (CDU)
- 1994-2023 Achim Hütten (SPD)
- desde 2023 Christian Greiner

### Primer teniente alcalde
- 1965-1975 Werner Klein (SPD)
- 1975-1982 Helmuth Günter (CDU)
- 1983-1993 Rainer Krämer (SPD)
- 1993-1994 Achim Hütten (SPD)
- 1994-2002 Franz Breil (FWG)
- desde 2002 Josef Nonn (CDU)

## Economía e infraestructuras

### Transportes

#### Transportes por carretera
Andernach es atravesada por la autopista Bundesstraße B 9 poseyendo un enlace a la autovía Bundesautobahn A 48 (Coblenza) y a la Bundesautobahn A 61 (Kruft)

#### Ferrocarril
Por el centro de la ciudad de Andernach circula el ramal izquierdo de la línea del Rin que hace el trayecto Colonia-Bonn-Coblenza. Además, circula un tren que une la localidad con Gerolstein, a través de Mayen.
Hay tres estaciones de ferrocarril en Andernach: la Estación de Namedy, la Estación de Miesenheim y la Estación de Andernach. En la Estación de Andernach efectúan parada los siguientes trenes:
- InterCity-Línea 32 (Berlín-) Dortmund – Duisburgo – Colonia – Bonn – Coblenza – Stuttgart (-Innsbruck/Múnich)
- InterCity-Línea 35 Norddeich - Emden - Münster - Duisburgo - Colonia - Bonn – Coblenza – Tréveris – Luxemburgo
- La mitad de los InterCity-Línea 30 Hamburgo - Münster - Dortmund - Duisburg - Colonia - Bonn - Coblenza
- La mitad de los EuroCity-Línea 31 Dortmund - Duisburgo - Colonia - Bonn - Coblenza - Frankfurt - Núremberg – Viena
- RegionalExpress-Línea 5 "Rhein Express" Emmerich - Wesel - Duisburgo - Colonia - Bonn - Coblenza
- RegionalBahn-Línea 26 "Rheinland-Bahn" Colonia - Bonn - Coblenza
- RegionalBahn-Línea 92 "Pellenz-Eifel-Bahn" Andernach - Mayen - Kaisersesch

El resto de trenes de largo recorrido de las líneas 30 y 31 atraviesan la localidad pero sin efectuar parada.
En los barrios de Namedy y Miesenheim efectúan parada algunos de los trenes regionales de la zona. Durante la primera mitad del siglo XX (1895-1941) existía un funicular que unía la localidad con la montaña Krahnenberg.

#### Tráfico fluvial
Andernach es un lugar de excursiones para los pasajeros de la Sociedad de Crucero Köln-Düsseldorfer y otras sociedades de crucero.

##### Puerto de Andernach

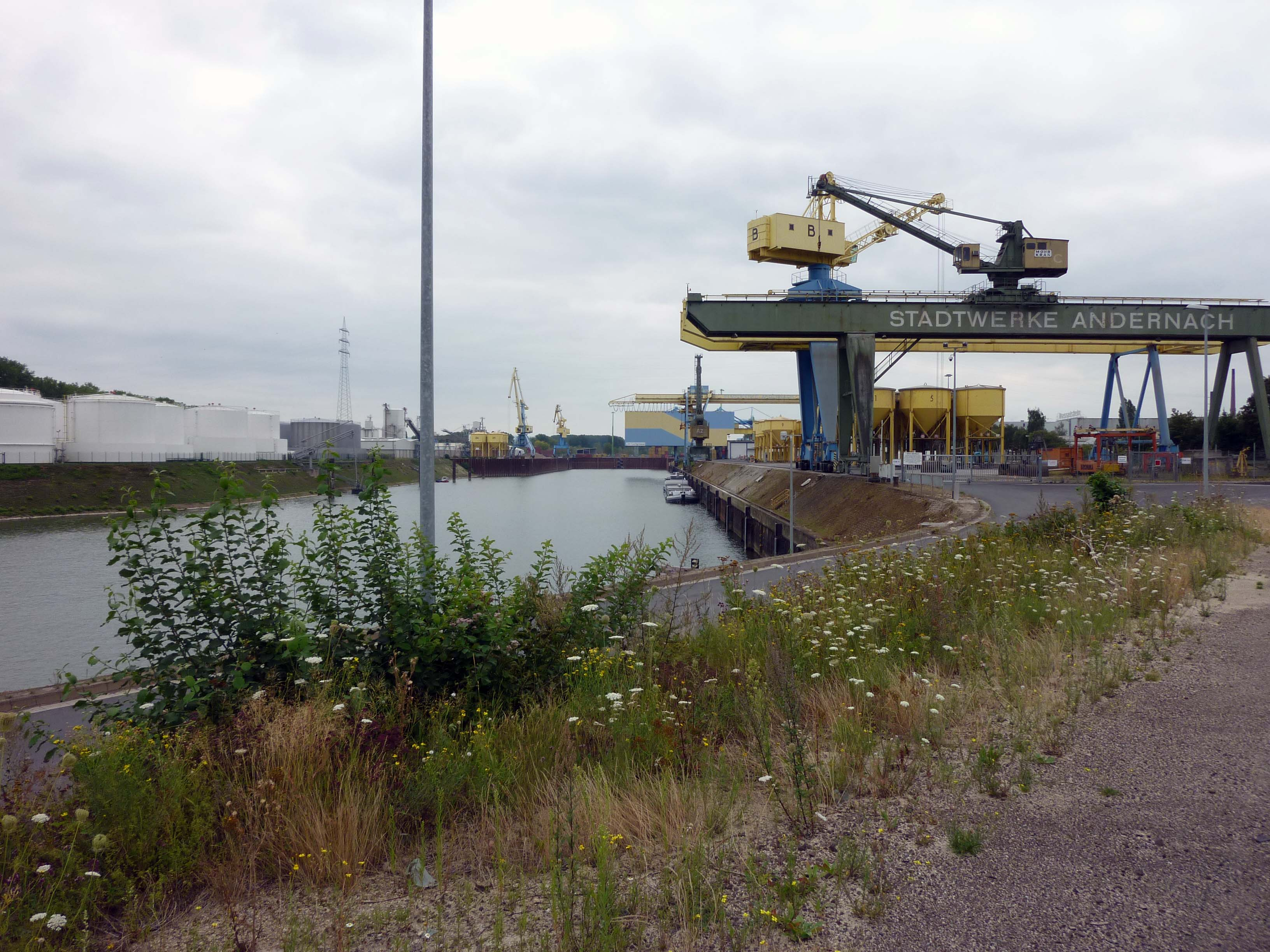
Puerto de Andernach (la dársena)

En la ribera izquierda del kilómetro del Rin 611,7 se encuentra el puerto de Andernach (Rheinhafen Andernach en alemán). El muelle de energía se encuentra entre los kilómetros del Rin 611,7 y 612,6 + 56 de la ribera izquierda. La dársena posee una longitud de 650 metros y una anchura de 90 metros. La longitud del dique es de 1065 metros, de los cuales 500 metros poseen carriles para las grúas y 400 carecen de él. En 2004 se movieron por el puerto 2.882.000 toneladas, de las cuales el 50,2% eran de pumita, el 20,7% de hierro, acero y metales no ferruginosos, así como un 24,4% de aceites minerales.

#### Tráfico aéreo
Las conexiones aéreas de la ciudad se hacen a través de los aeropuertos de Colonia/Bonn y Fráncfort del Meno, que se encuentran a una hora en coche. El aeropuerto secundario de Fráncfort/Hahn se encuentra relativamente cerca.

### Infraestructuras

#### Bomberos
El parque de bomberos de Andernach está formado por 220 bomberos de los equipos Centro de la ciudad I y II, Miesenheim I y II, Namedy, Eich y Kell. Los equipos del Centro de la ciudad también poseen un barco multiservicio así como dos barcos de apoyo dotados de maquinaria para extraer agua del Río Rin.

#### Protección frente a inundaciones
A finales de 2006 se instaló una pared en parte móvil para prevenir de los desbordamientos del río. La pared puede ser elevada hasta 9,3 metros de altitud para evitar que las aguas del Rin inunden la ciudad.

## Educación
La mayoría de los colegios de la ciudad se encuentra situada al suroeste de la estación de trenes, entre las calles Breite Straße y Salentinstraße. La población estudiantil de la ciudad se estima en 4 mil alumnos. En Andernach existen dos institutos de bachiller, el Bertha-von-Suttner-Gymnasium (BVS;  935 alumnos) y el Kurfürst-Salentin-Gymnasium (KSG; ca. 750 alumnos). Debido al peculiar sistema educativo alemán en el que hay una separación educativa según las expectativas de futuro de los alumnos, existe en la localidad 3 institutos de grado medio, cuyos alumnos sólo tienen la posibilidad de acceder a la formación profesional. Estos institutos son el Geschwister-Scholl-Realschule con 800 alumnos, el instituto dual Oberschule/Hauptschule (educación secundaria media y básica) St. Thomas (cuyo nombre viene del antiguo Convento de St. Thomas) con ca. 550 alumnos, la escuela profesional August-Horch-Schule con aproximadamente 1700 alumnos así como el Elisabethschule, un colegio de educación especial con aproximadamente 130 alumnos. En Andernach existen siete escuelas de educación primaria, de las cuales cuatro se encuentran en el centro urbano y una en cada uno de los barrios, Eich, Namedy y Miesenheim.

## Clubes deportivos
- TG Jahn Namedy 1910 e.V.
- Andernacher TC Tenis
- Turner-Bund Andernach Gimnasia, Bádminton, cama elástica, natación, salto de trampolín, Kárate, Judo
- SG 99 Andernach Fútbol
- DLRG OG Andernach e. V.
- SpVgg Andernach Balonmano
- DJK Andernach Tenis, Rugby, Voleibol, RC-Cars, atletismo, Triatlón, Baloncesto, Fútbol
- LG Rhein Wied Andernach Atletismo
- SG BASKET Andernach/Neuwied
- TTV Andernach 1991 e. V. Tenis de mesa
- Ruderverein Rhenus 1910 e. V. Deporte de remo

## Ciudades hermanadas
- Saint-Amand-les-Eaux (Francia)
- Stockerau (Austria)
- Ekeren (Bélgica)
- Farnham (Reino Unido)
- Dimona (Israel)
- Zella-Mehlis (Turingia)

## Personalidades

### Oriundos de la ciudad
- Hans Belting, artista alemán
- Lorenz Betzing, espía alemán (DDR)
- Charles Bukowski, Escritor y poeta estadounidense
- Rainer Castor, escritor de ciencia ficción
- Lilli Finzelberg-Wiscilenus (1877-1939), escultora alemana
- Jürgen Gerhards, sociólogo alemán (* 1955)
- Karl Otto Hondrich, sociólogo alemán (1937-2007)
- Ludwig Hillesheim (1514 - 1575), humanista alemán y alcalde de la localidad durante muchos años[3]
- Ignaz Kirchner, actor alemán
- Werner Metzen, empresario alemán
- Dr. Jakob von Omphal (Jacobus Omphalius) (1500 - 1567), humanista alemán
- David Wagner, escritor alemán
- Ralf Walter, político alemán
- Dr. Johann Winter (Johannes Winter von Andernach) (1505 - 1574), humanista, médico, profesor universitario en París y Estrasburgo, escritor[4]

### Otros
- Hugo Rosendahl, alcalde entre 1916 y 1920